# Ироко
Иро́ко — твёрдая древесина, получаемая от дерева вида Milicia excelsa из тропической Африки, иногда называемого в литературе по этой древесине Chlorophora excelsa и Chlorophora regia. Является одним из видов древесины, носящим название «африканский тик», хотя им не всегда можно заменить настоящий тик.

## Другие названия
Абанг, аморейра, африканский дуб, африканский тик, банг, камбала́, лусанга, нигерийский тик, одум, ороко, осан, рокко, руле морейра, семли, чамфуту.

## Описание древесины
Ядро древесины может иметь широкую гамму цветов от светлого до темного коричневого цвета. Заболонь имеет бледновато-затемненный коричневый цвет. Узор древесины состоит из полос и штришков. Поверхность древесины ироко умеренно глянцевая, волокна переплетены (см. Свилеватость).

## Свойства
Удельный вес в высушенном состоянии колеблется от 480 до 670 кг/м³, обычно 630 кг/м³. Твёрдость по Бринеллю 3,5 кгс/мм². Цвет древесины сначала жёлтый, со временем темнеет и становится богатым оттенками коричневым.
Древесина ироко хорошо принимает и удерживает гвозди и шурупы, удовлетворительно склеивается.

## Применение
По причине схожих с тиком свойств сходно и применение. Ироко менее дорого, но также и менее устойчиво.
Древесина ироко используется для различных целей, включая судостроение, изготовление полов и мебели. С конца 1990 годов из-за своей звонкости эта древесина используется для изготовления чалапарта, баскского музыкального инструмента из досок.
Плотная текстура и высокое содержание масел делают древесину ироко довольно устойчивой и пригодной к наружному использованию.